# Landbouw en veeteelt in Tibet
De landbouw en veeteelt in Tibet is door de eeuwen bestemd geweest voor het onderhouden van de eigen familie. 
In de eerste helft van de jaren 2000 werkte rond 60% van de Tibetaanse actieve bevolking in de landbouw en veeteelt. Voor het grootste deel betrof het hier herders en nomaden. In de rest van China is dit rond de 45%.

## Landbouw

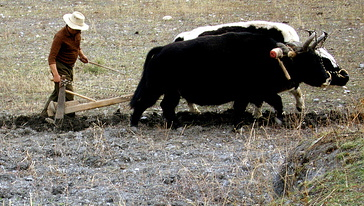
Ploegende Dzo's

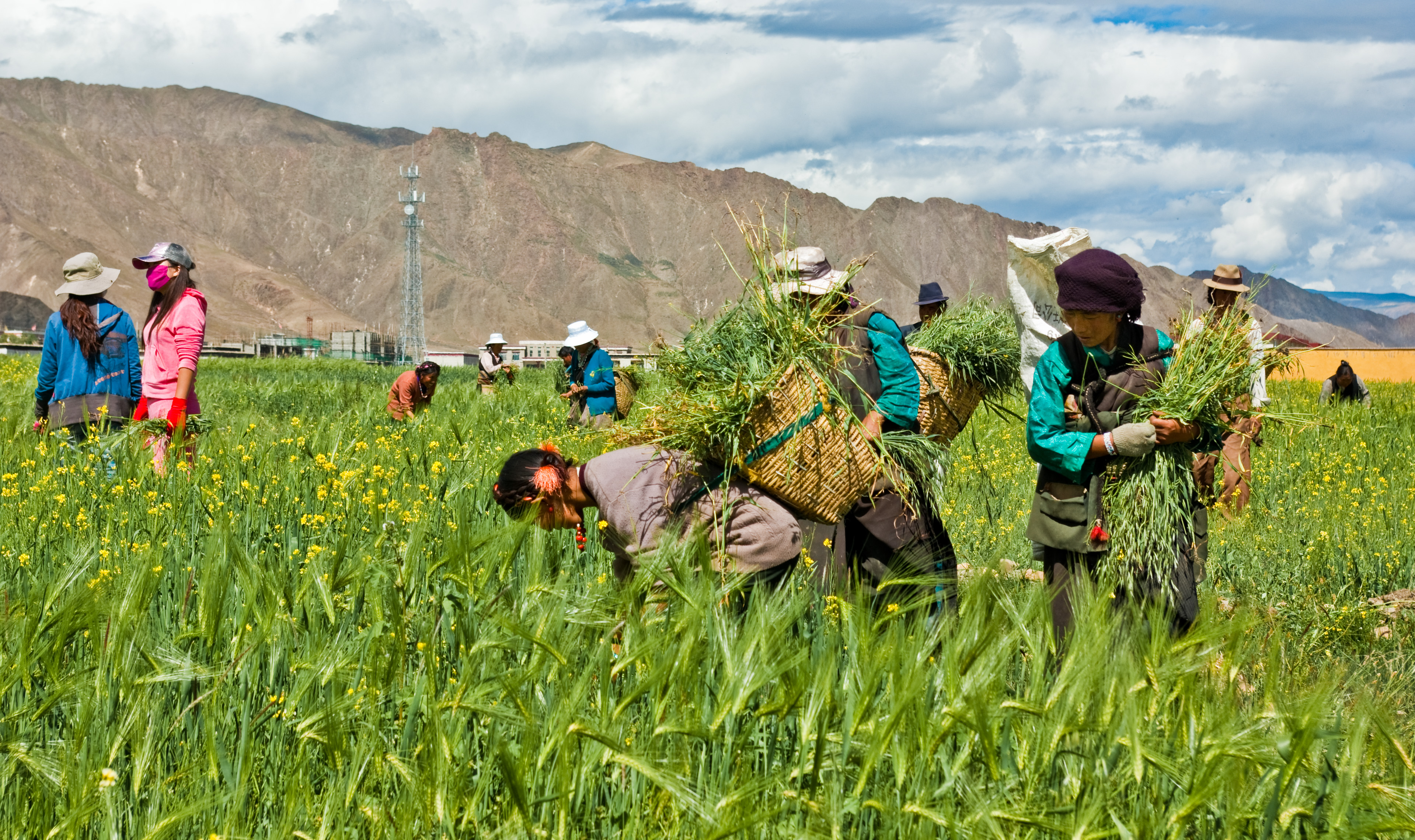
Boeren in Tibet

Gerst is het belangrijkste gewas van Tibet. Het gewas kan goed tegen lage temperaturen en kan verbouwd worden op een hoogte van tussen de 2500 en 4000 meter. De andere belangrijke gewassen die in Tibet geteeld worden, zijn verder tarwe, boekweit, rogge, haver, koolzaad, aardappels, katoen, groenten en fruit.
De belangrijkste landbouwgebieden waren de slibgronden langs de oevers van de grote rivieren: de Yarlung Tsangpo, de Jangtsekiang, de Mekong en de Salween. Hierdoor waren die valleien de graanschuren van het Tibetaans Hoogland.

## Veeteelt

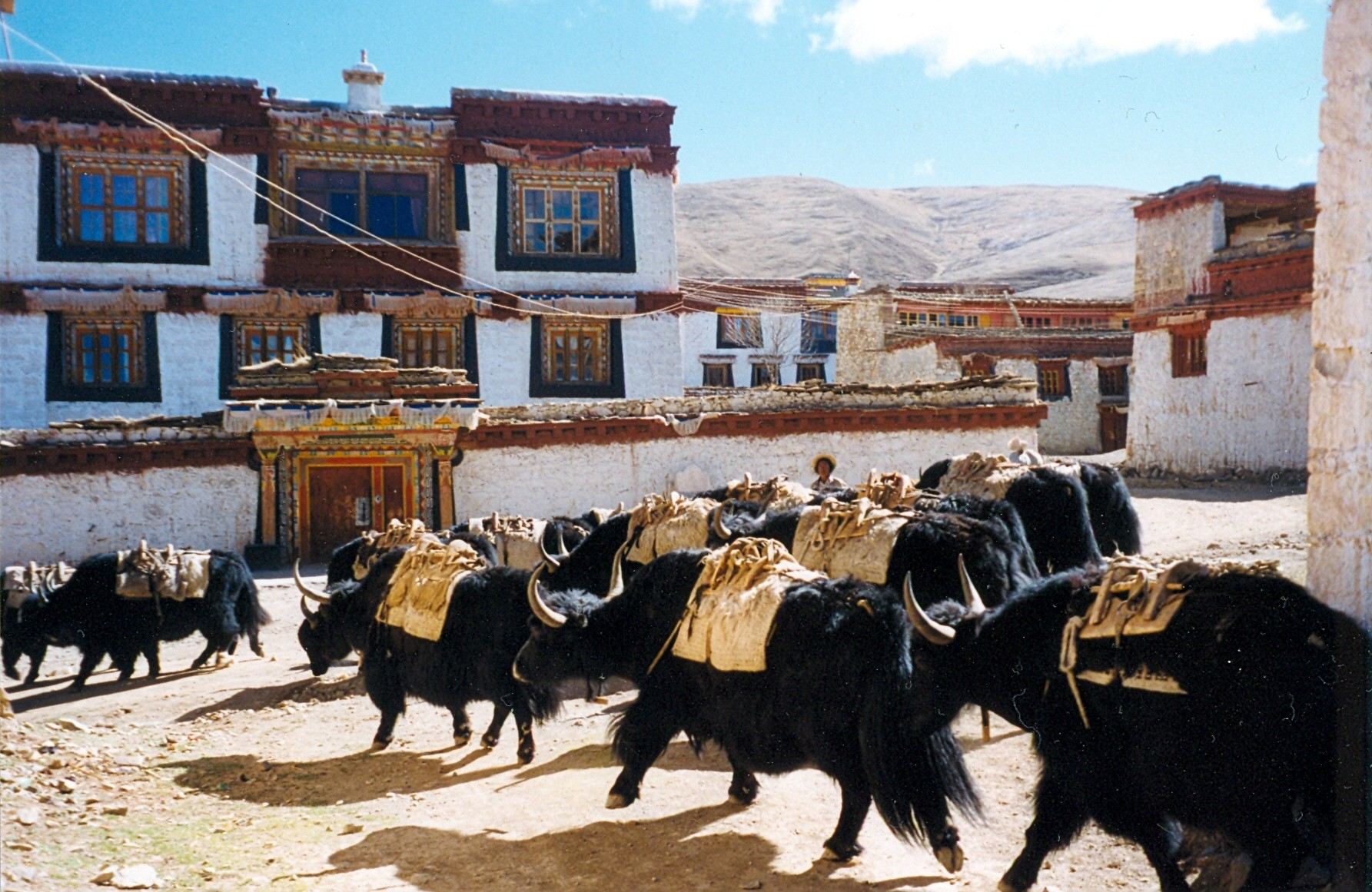
Jaks in Litang, Sichuan

Vanwege beperkte aanwezigheid van goede landbouwgrond, is veeteelt de belangrijkste activiteit waaronder het houden van schapen, runderen, geiten, kamelen, jaks, ezels en bergpaarden. De melk van jaks wordt gebruikt voor jakboter en jakkaas. In de Tibetaanse keuken wordt vooral jakvlees veel gegeten en veel boterthee gedronken.
De jak en de hybride dzo, een kruising met een rund, zijn door de eeuwen belangrijke dieren geweest voor het verrichten van zwaar werk, zoals het ploegen en het vervoer van goederen karavanen. De gedomesticeerde jak wordt gebruikt als rijdier en lastdier en kan rond 130 kg dragen. Verder voorziet het in wol voor Tibetaanse kleding en touw, leer, vlees (gedroogd door koude en droge lucht), natuurlijke of gefermenteerde melk en Tibetaanse kaas. Verder wordt de gedroogde mest als brandstof gebruikt.

## Houtkap

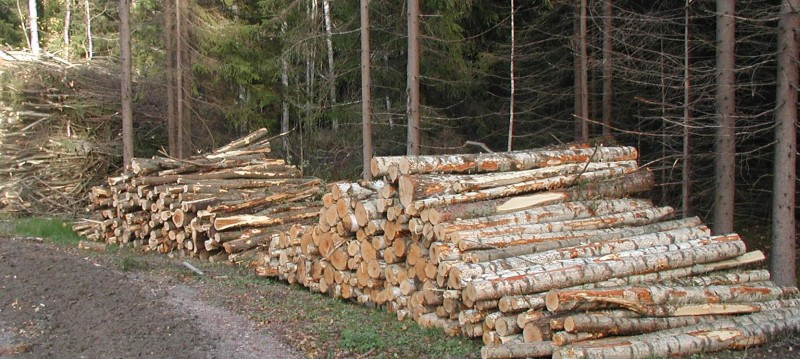
Gekapt hout

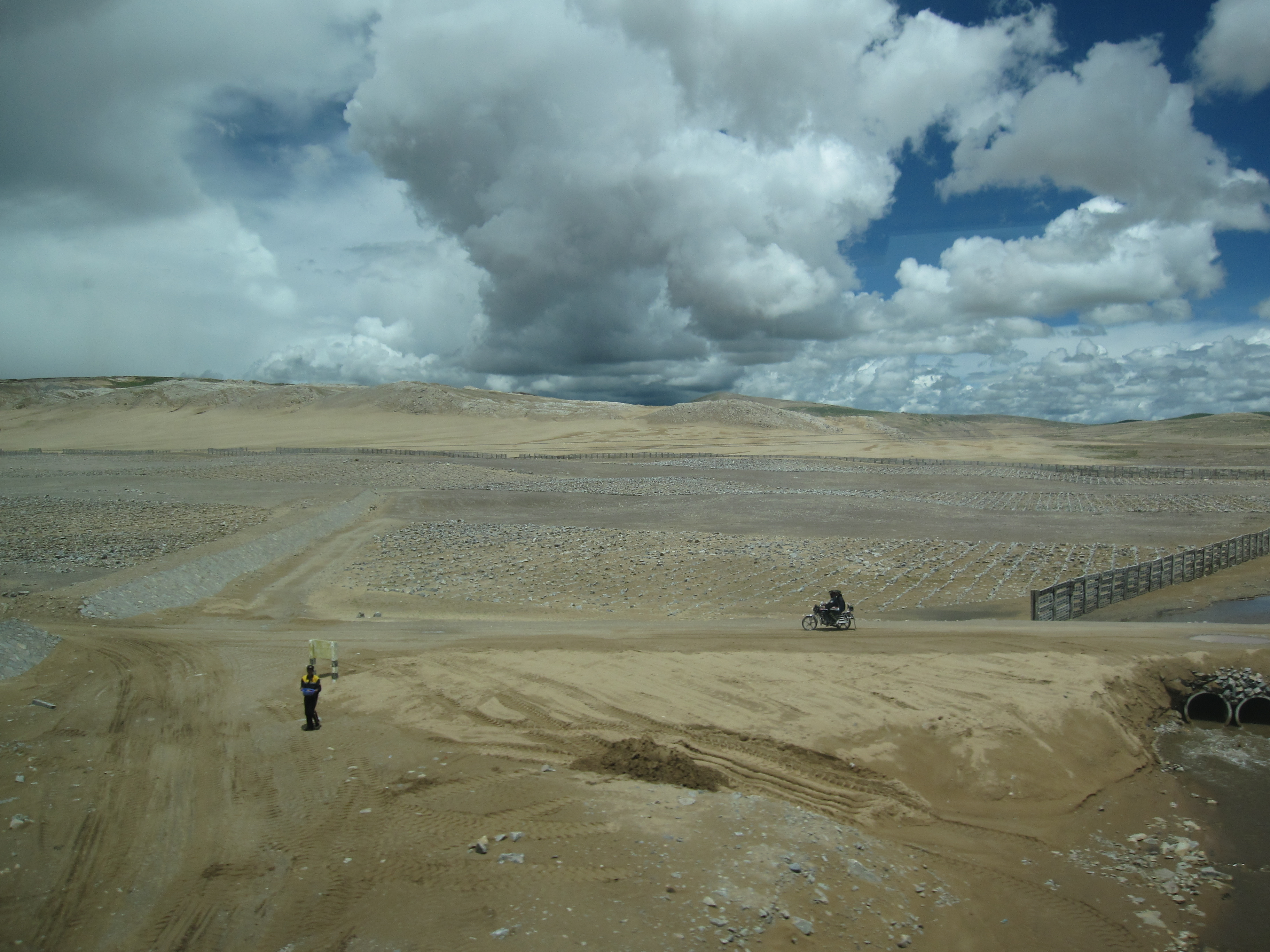
Woestijnvorming in Tibet, 2009

Houtkap vond door de eeuwen in beperkte mate plaat in Tibet. Het hout werd ten dele gebruikt voor de huisvesting, zoals voor de bouwconstructie van stenen huizen en de vervaardiging van de tasams, een soort Tibetaanse woonwagen. Voor een deel vond behuizing ook voor een deel plaatsvond in tenten, zoals de ba.
Sinds medio 20e eeuw kwam er grootschalige ontbossing op gang in de zuidoostelijke gebieden van de grote regio Tibet, voornamelijk in Kongpo en Kham. De natuurlijke beschermingswallen die de bossen vormden en de verdere erosie waaraan het landschap daardoor blootstond, zorgen voor grote overstromingen in die gebieden. Tibet bezat voor de machtsovername in 1950-51 12 miljoen hectare aan bossen.
Volgens officiële Chinese cijfers heeft de Volksrepubliek in totaal 18 miljoen km² hout ingevoerd uit Tibet in de laatste veertig jaar van de 20e eeuw. De waarde van het hout voor alleen de Tibetaanse Autonome Regio wordt voor deze veertig jaar schatten de autoriteiten op 54 miljard dollar.

## Zoutwinning

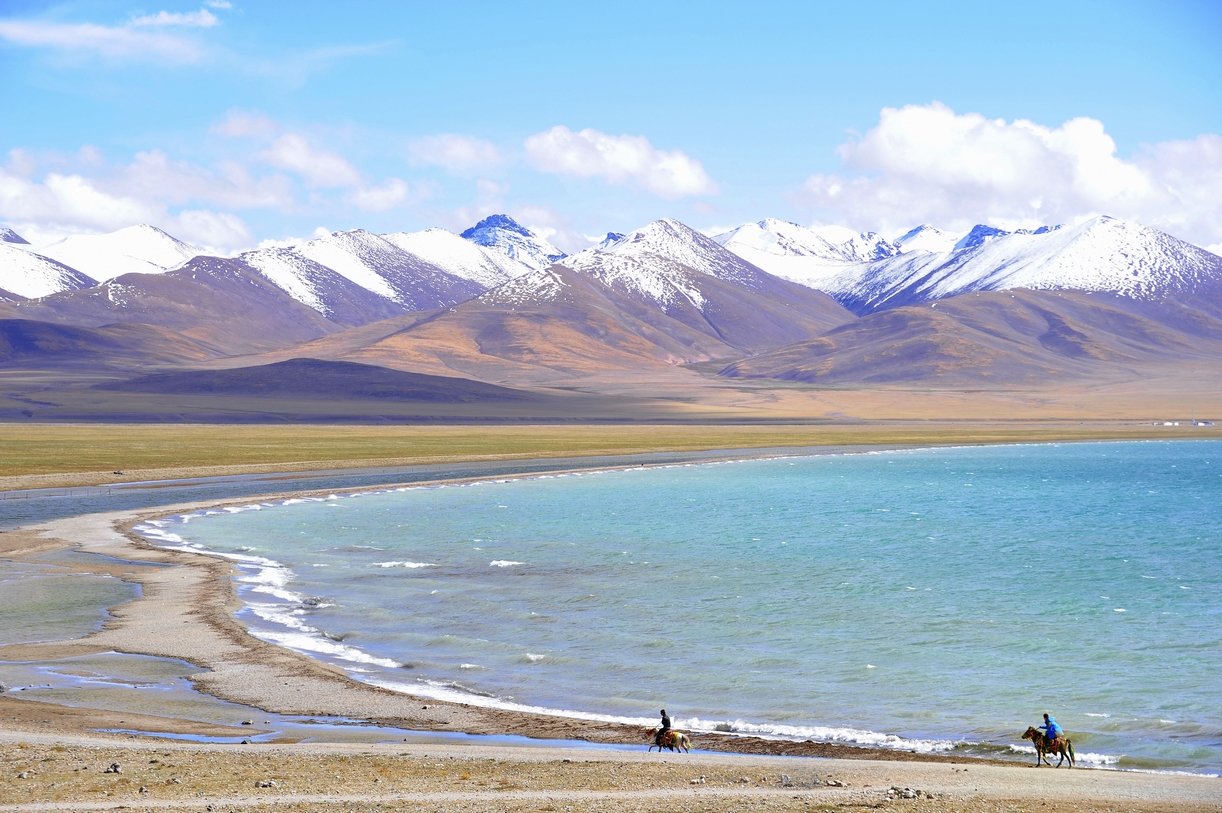
zoutmeer in Tibet

Een bijzondere tak binnen de landelijke productie in Tibet, was eeuwenlang de vergaring van zout in zoutmeren van de Changtang in de hogere gebieden van de Himalaya. Zoutnomaden brachten dit zout met lange karavanen naar de handelsposten waar het als ruilhandel werd gebruikt voor voornamelijk gerst en ander basisvoedsel.
In het Westen kreeg het bestaan van de zoutnomaden postuum vooral bekendheid vanwege de Duits-Zwitserse documentaire Die Salzmänner von Tibet uit 1997 en de meermaals bekroonde Nepalees-Franse film Himalaya - l'enfance d'un chef uit 1999.